# Ringgold (Geórgia)
Ringgold é uma cidade localizada no estado americano de Geórgia, no Condado de Catoosa.

## Demografia
Segundo o censo americano de 2000, a sua população era de 2422 habitantes.
Em 2006, foi estimada uma população de 2743, um aumento de 321 (13.3%).

## Geografia
De acordo com o United States Census Bureau tem uma área de 10,2 km², dos quais 10,2 km² cobertos por terra e 0,0 km² cobertos por água. Ringgold localiza-se a aproximadamente 265 m acima do nível do mar.

## Localidades na vizinhança
O diagrama seguinte representa as localidades num raio de 16 km ao redor de Ringgold.